# NGC 554
NGC 554 je galaksija u zviježđu Kit.

## Vanjske poveznice
- SEDS: NGC 0554